# Мат Сайдъл
Матю Джоузеф Корклан (роден на 19 март, 1983 г.) е американски кечист, работещ преди за World Wrestling Entertainment в шоуто „Първична сила“. Там използва псевдонима Еван Борн (Evan Bourne). Преди WWE е известен с името Мат Сайдъл.

## Ранна кариера
Преди кариерата си в Световната Федерация по кеч, Корклан се е състезавал в няколко независими (independent) промоции, като Independent Wrestling Association Mid-South, Ring of Honor и японската промоция Dragon Gate. Участвал е и в някои от първите PPV-та на TNA.
Еван Борн дебютира в WWE на 10 юни 2008 година.

## 2010
На турнира "Fatal 4-Way" Борн побеждава Крис Джерико, като с това слага край на враждата им. На турнира „Договора в куфарчето“, той участва в мач от вида „Договора в куфарчето“, но не успява да спечели мачът. На турнира „Нощта на шампионите“ Еван Борн и Марк Хенри участват в мач „Отборен хаус“ за отборните титли, но губят от Коуди Роудс и Дрю Макинтайър. На 11 октомври епизод от Първична сила, Еван участва в мач срещу Си Ем Пънк в който губи и след мача Си Ем Пънк атакува Борн. Заради това Борн ще отсъства за 4 месеца. Би трябвало Еван Борн да се завърне на следващия епизод на Разбиване или на Първична сила.